# Сервий Сульпиций Гальба (консул 144 года до н. э.)
Сервий Сульпиций Га́льба (лат. Servius Sulpicius Galba; родился в 194 или 191 — умер после 137 гг. до н. э.) — древнеримский военачальник, политический деятель и оратор, консул 144 года до н. э. Принадлежал к одному из самых знатных и богатых патрицианских родов Рима. В качестве военного трибуна участвовал в Третьей Македонской войне (168 год до н. э.). В 151 году до н. э. стал претором и получил в управление провинцию Дальняя Испания. Здесь Гальба потерпел поражение от лузитанов. В следующем году он заключил с этим племенем мир, но позже вероломно напал на него и устроил резню, после чего военные действия стали ещё более ожесточёнными. Политические противники Сервия Сульпиция в Риме попытались добиться его осуждения, но в итоге решение было вынесено в его пользу: Сервий Сульпиций признал свою вину и тем разжалобил народное собрание. Из-за этих событий карьера Гальбы замедлилась. В 144 году до н. э. он всё же стал консулом, а в 137 году до н. э. предположительно возглавил посольство на Крит.
Сервий Сульпиций был одним из лучших ораторов своей эпохи. Он выгодно отличался от Гая Лелия Мудрого энергичным и убедительным стилем. Первым в истории римского красноречия Гальба начал прибегать к отступлениям от главной темы и к внелитературным аргументам — в частности, он апеллировал к состраданию слушателей, выводя перед ними детей.

## Биография

### Происхождение
Сервий Сульпиций принадлежал к знатному патрицианскому роду Сульпициев, предположительно происходившему из Камерина. Первый Сульпиций (из упоминающихся в источниках) был консулом в 500 году до н. э., а в дальнейшем представители этого рода регулярно занимали высшие римские должности.
О происхождении когномена Гальба нет точной информации. Светоний перечисляет четыре версии, связанные с похожими по звучании словами:

Одни думают, что… родоначальник после долгой и тщетной осады какого-то испанского города поджег его, наконец, факелами, обмазанными гальбаном; другие — что при затяжной болезни он постоянно носил гальбей, то есть лекарство, завёрнутое в шерсть; третьи — что он был очень толст, что по-галльски называется «гальба»; или, наоборот, что он был худой, как те насекомые, что заводятся в горном дубе и называются «гальбами».
— Гай Светоний Транквилл. Жизнь двенадцати цезарей. Гальба, 3, 1.
Ни одну из этих версий в историографии не считают правдоподобной. Сульпиции Гальбы уже во время Второй Пунической войны стали наиболее выдающейся ветвью рода — как по политическому весу, так и по богатству (Аппиан даже называет Сервия Сульпиция «богатейшим из римлян»).
Сервий Сульпиций был сыном претора 187 года до н. э. того же имени, который четырежды неудачно претендовал на консулат, и внуком двукратного консула (в 211 и 200 годах до н. э.) Публия Сульпиция Гальбы Максима, командовавшего в двух Македонских войнах. Известно, что он был в родстве с консулом 166 года до н. э. Гаем Сульпицием Галлом.

### Ранние годы и начало карьеры
Марк Туллий Цицерон сообщает, что Гальба был «чуть-чуть старше», чем Гай Лелий Мудрый и Сципион Эмилиан. Отсюда в историографии делают вывод, что он родился приблизительно в 194 году до н. э.; если исходить из даты его претуры и требований закона Виллия, он должен был родиться в 191 году до н. э. Первые упоминания о Сервии Сульпиции в источниках связаны с Третьей Македонской войной: во время кампании 168 года до н. э. он был военным трибуном второго легиона в армии Луция Эмилия Павла и сражался при Пидне. При этом между ним и Павлом существовала вражда, которую Гальба, возможно, «унаследовал» от отца. Когда армия Павла вернулась в Рим (167 год до н. э.), Сервий Сульпиций использовал недовольство солдат своим командующим, чтобы в народном собрании оспорить право Павла на триумф; он добился бы успеха, если бы его оппонента не поддержали самые знатные сенаторы. Античные авторы называют только одно имя — Марка Сервилия Пулекса Гемина, но предположительно на стороне Луция Эмилия выступил также Марк Порций Катон, чей сын был зятем Павла. Именно тогда Катон мог произнести речь, упомянутую Авлом Геллием.
Позже (дата неизвестна) Сервий Сульпиций стал членом жреческой коллегии авгуров. Он снова появляется в источниках в 151 году до н. э. в связи с получением им претуры и началом наместничества в провинции Дальняя Испания. К тому времени Гальба снискал славу выдающегося оратора, но не обладал серьёзным влиянием, поскольку, по словам антиковеда Г. Симона, «привлекал к себе внимание, которое мало отличалось от страха», а также вызывал у многих ненависть и зависть. В числе злейших врагов Гальбы был Марк Порций Катон.

### В Испании
Предшественник Гальбы на посту наместника, Марк Атилий, заключил мир с лузитанами. Но вскоре (предположительно весной 151 года до н. э.) этот народ снова начал военные действия. Прибыв в провинцию, Сервий Сульпиций немедленно двинулся на противника: он с ходу атаковал лузитан после 24-часового 90-километрового марша, обратил их в бегство и начал преследование. Поскольку римские солдаты к этому моменту были окончательно измотаны, инициатива перешла к лузитанам; по одним данным, Гальба потерял семь тысяч воинов, что должно было составлять примерно половину его армии, по другим данным — было уничтожено всё войско наместника. Эпитоматор Тита Ливия ограничился фразой «претор Гальба неудачно сражался против лузитан».
Аппиан называет причиной этого поражения неопытность Сервия Сульпиция в военном деле. Исследователи отмечают проявленные наместником в этом эпизоде сумасбродный характер и чрезмерную требовательность к солдатам: в римской армии считались нормой всего лишь 30-километровые марши.
Гальба бежал с поля боя в Кармону, где вскоре собрались остатки его армии. До начала следующей кампании он ничего не предпринимал, ограничиваясь вербовкой новых воинов. Уже к концу года у него была 20-тысячная армия, вместе с которой он провёл зиму в Конисторгисе, в землях кунеев. Весной Сервий Сульпиций вторгся в Лузитанию и начал опустошать земли к югу от реки Таг, в то время как проконсул Ближней Испании Луций Лициний Лукулл действовал к северу от этой реки. Лузитаны, утомлённые затянувшейся войной, предложили Гальбе заключить мир на условиях, разработанных в 152 году до н. э. Марком Атилием. Наместник ответил согласием и даже предложил лузитанам плодородные земли для расселения, чтобы исключить вероятность войн в будущем. Договор был заключён. Испанцы, готовые к переселению, разделились, в соответствии с указаниями Сервия Сульпиция, на три группы и расположились в трёх разных местах в ожидании Гальбы, который обещал лично контролировать выделение им новых земель. Но выяснилось, что его миролюбие было притворным: римская армия окружила лагеря несостоявшихся переселенцев и устроила бойню. Согласно Аппиану, были перебиты все, кто собрался в этих трёх лагерях; Светоний говорит о 30 тысячах погибших, Валерий Максим — о 8 тысячах. Г. Симон делает отсюда вывод, что в общей сложности нападению подверглись 30 тысяч человек, из которых 8 тысяч были убиты, а остальные — взяты в плен и проданы в рабство. Среди немногочисленных беглецов был Вириат, позже много лет ведший войну против Рима.

### Процесс Гальбы
В том же году (150 до н. э.) Сервий Сульпиций вернулся в Рим, где в 149 году началось разбирательство в связи с его деятельностью в провинции. Одной из основных причин этого могло, согласно Г. Симону, стать то, что Гальба присвоил большую часть захваченной в Лузитании добычи, оставив совсем немного своим солдатам; предложение начать расследование могло исходить из штаба экс-наместника, и в этом случае должна была возникнуть ситуация, схожая с конфликтом между Гальбой и Луцием Эмилием Павлом в 167 году до н. э.
Народный трибун Луций Скрибоний Либон выдвинул законопроект, в соответствии с которым предлагалось вернуть свободу проданным в рабство лузитанам и начать расследование деятельности Гальбы. Речь о суде на тот момент не шла, но принятие такого закона сделало бы судебный процесс (с обвинительным приговором) весьма вероятным. Поэтому Сервий Сульпиций выступил решительно против подобного законопроекта, а поздние источники описывали последующие события именно как суд над бывшим наместником Дальней Испании.
Инициатива Либона обсуждалась на многочисленных сходках; это сопровождалось постоянными стычками между народным трибуном и Гальбой. У Цицерона сохранился обрывок одного из таких споров с переходом на личности:

…Когда известный Сервий Гальба предложил народному трибуну Луцию Скрибонию в судьи своих друзей, а Либон сказал ему: «Когда же ты, Гальба, выйдешь из своей столовой?» — он ответил: «Сейчас же, как ты из чужой спальни».
— Марк Туллий Цицерон. Об ораторе, II, 263.
Речи Либона (предположительно связанные именно с этими событиями) сохранились по крайней мере до 46 года до н. э. Тит Ливий располагал текстами двух речей Гальбы против Либона. Народного трибуна поддержал Луций Корнелий Цетег, но Сервий Сульпиций произнёс речь и против этого нобиля. Он заявил, что перебил лузитан, узнав об их притворстве: они якобы согласились на мир для вида, а втайне готовились напасть на римлян, но выдали себя, когда принесли в жертву богам лошадь и человека. В подтверждение своих слов Гальба мог сослаться на договор, заключённый Марком Атилием, который лузитаны затем нарушили; Г. Симон предполагает, что сначала ему поверили и что именно это заставило выступить перед народом 85-летнего Катона.
Известно, что Марк Порций начал свою речь со слов «Многое мешало мне прийти сюда: возраст, голос, силы, старость, но поистине, когда я думал, что должно обсуждаться такое важное дело…». Остаётся неясным, какого он был мнения об утверждениях Гальбы насчёт преступных намерений лузитан; в любом случае, Катон оспаривал оправданность жестоких мер наместника и отвергал его апелляции к интересам государства. По мнению Катона, Гальбой двигала простая алчность.
На обвинения Марка Порция ответили сначала сам Сервий Сульпиций, а затем его союзник Квинт Фульвий Нобилиор. Последний попытался доказать, что оппоненты Гальбы действуют, исходя из старой вражды, но не достиг успеха. По-видимому, выступление Катона резко изменило настроение толпы. Сервий Сульпиций «увидел, что ему грозит осуждение», а потому прибег к новой для Рима тактике — воззвал к состраданию. В день голосования по законопроекту Либона Гальба признал свою вину, вывел перед народом двух своих несовершеннолетних сыновей и воспитанника (сына Гая Сульпиция Галла) и произнёс «жалостную речь». Он поручил народу заботиться об этих детях и сделал вид, будто собирается тут же составить завещание. Слушатели были тронуты до слёз, и большинство проголосовавших высказалось против законопроекта. Другую версию событий излагал Аппиан: он сообщал, что Сервий Сульпиций «спасся от осуждения благодаря своему богатству».

### Консулат и поздние годы
События 149 года до н. э. не поставили крест на политической карьере Гальбы, но создали ему серьёзные трудности. Согласно закону Виллия, он теоретически имел право выдвинуть свою кандидатуру в консулы уже на 148 год, но не смог это сделать. По мнению антиковеда Ф. Мюнцера, Сервий Сульпиций должен был особенно остро почувствовать ущербность своего положения, когда консулом на 147 год до н. э. выбрали Сципиона Эмилиана, который был младше приблизительно на десять лет. Гальба занял высшую должность только в 144 году до н. э., и его коллегой стал плебей Луций Аврелий Котта, чей предполагаемый дед был коллегой деда Гальбы по консулату 200 года до н. э.
И Котта, и Гальба претендовали на командование в Дальней Испании, где война против Вириата в те годы приобрела серьёзные масштабы. Но против этих планов выступил Сципион Эмилиан, являвшийся в это время самым влиятельным политиком Республики. Он заявил сенаторам: «Я думаю, что туда не стоит посылать ни того, ни другого, ибо у первого ничего нет, а второго ничто не насытит». В результате были продлены полномочия тогдашнего проконсула — Квинта Фабия Максима Эмилиана, брата Сципиона.
Вскоре после консулата Сервий Сульпиций поддержал своего свойственника Публия Лициния Красса Муциана, претендовавшего на эдилитет (предположительно речь шла о магистратуре 142 года до н. э.). Красс тоже принадлежал к числу богатейших людей Рима, и Гальба женил своего сына Гая на его дочери. Предположительно в 137 году до н. э., во время консулата своего политического союзника Марка Эмилия Лепида Порцины, Сервий Сульпиций возглавил посольство, отправленное на Крит, чтобы положить конец затянувшейся войне между двумя городами.
Дата смерти Гальбы неизвестна. Предположительно он умер, дожив по крайней мере до шестидесяти лет.

## Семья
Имя жены Сервия Сульпиция неизвестно. У Гальбы было двое сыновей: Сервий, консул 108 года до н. э., и Гай, который упоминается в источниках как член аграрной комиссии и «жертва народной ненависти к заговору Югурты». Известно, что оба они в 149 году до н. э. были ещё детьми; предположительно им было около десяти лет каждому (с разницей в один-два года). Кроме того, воспитанником Сервия Сульпиция был сын его родственника и боевого товарища Гая Сульпиция Галла Квинт.
Потомком Сервия Сульпиция в шестом поколении был император в 68—69 годах н. э. Гальба.

## Гальба как оратор
Сервий Сульпиций снискал большую известность как мастер красноречия. По словам Цицерона, он выделялся своим ораторским искусством среди всех, «кто был чуть-чуть старше» Сципиона Эмилиана и Гая Лелия Мудрого. От последнего Гальба выгодно отличался своей энергией и умением убеждать. Цицерон подтверждает это рассказом о суде над арендаторами дегтярни в Сильском лесу, обвинёнными в убийстве (138 год до н. э.). Лелий дважды выступал с прекрасными, изящными, тщательно подготовленными речами, но консулы, выслушав его, оба раза приказывали продолжить следствие. Тогда он посоветовал своим клиентам обратиться к Гальбе, сказав, что тот «умеет говорить живее и горячее». Сервий Сульпиций принял дело «с опаской и не без колебаний», причём всего за день до очередного заседания. Он работал над своей речью, закрывшись с несколькими писцами, до того самого момента, когда ему сказали, что консулы уже в суде и надо идти. Тогда он «произнёс свою речь с такой силой и внушительностью, что каждый её раздел заканчивался под шум рукоплесканий. …Арендаторы в тот день были оправданы при всеобщем одобрении».
Тексты речей Гальбы сохранились по крайней мере до времён Тита Ливия. Заглавный герой трактата Цицерона «Брут» обращал внимание на то, что в речах Сервия Сульпиция уже не чувствовалось «ораторской силы»; Цицерон соглашался с тем, что эти тексты выглядят суше и «отдают стариной» сильнее, чем другие речи той же эпохи, и объясняет это тем, что Гальба был очень талантлив, но недостаточно образован и не любил оформлять свои мысли на письме.
Сервий Сульпиций первым в Риме начал применять специфические ораторские приёмы: он делал приятные отступления, чтобы дать слушателям отдохнуть, взывал к состраданию, используя для этого «внелитературное подкрепление» в виде детей. Свою речь в комиции против Луция Эмилия Павла в 167 году до н. э. Гальба произносил четыре часа, намеренно затянув таким образом собрание до самой ночи — это был первый в истории Рима случай обструкции.

## Оценки личности и политической деятельности
При жизни Гальба встречал со стороны многих видных сограждан ненависть (из-за его жадности) и зависть (из-за его богатства и ораторского таланта). Г. Симон считает меткой характеристику, данную Сервию Сульпицию одним из его оппонентов в 167 году до н. э., Марком Сервилием Пулексом Гемином: «Он только и умеет, что говорить, да и то всё желчь и яд». При этом события в Лузитании и «процесс Гальбы» не скомпрометировали Сервия Сульпиция бесповоротно; об этом говорят факт избрания его консулом и замена Гальбой Лелия в суде над арендаторами дегтярни. Тем не менее некоторые исследователи именно с этими событиями связывали создание постоянных комиссий по делам о злоупотреблении властью в провинции.
После наместничества Сервия Сульпиция война с лузитанами приняла более ожесточённый характер. Предположительно современники этих событий не видели здесь связи, и даже Цицерон, возможно, был готов оправдать наместника, но авторы более позднего времени, начиная со Светония, считают, что именно из-за Гальбы «возгорелась Вириатова война». Валерий Максим пишет о «крайнем вероломстве» и «великости беззакония», Орозий — о том, что Сервий Сульпиций «преступным образом уничтожил» лузитанов, что стало «причиной великого возмущения всей Испании против вероломства римлян», Псевдо-Аврелий Виктор в связи с «процессом Гальбы» называет Катона Цензора «обличителем зла».